# Biblioteca comunale Lea Garofalo
La Biblioteca comunale "Lea Garofalo" di Castelfranco Emilia fu fondata nel 1960.

## Storia

### La storia dell'edificio
I fratelli Anselmo, Giovanni, e Mario Bini fondarono lo stabilimento enologico di Castelfranco Emilia nel 1924 sotto la ragione sociale "Ditta Angiolini Cleofe vedova Bini": un riconoscimento alla madre che, con una piccola cantina artigianale, li aveva avviati all'attività industriale.
L'attuale fabbrica, comprendente i magazzini, la centrale frigorifera e la ciminiera in mattoni, fu costruita - su progetto di Mario Bini - tra il 1924 al 1928.
Oltre all'opificio di Castelfranco, l'impresa Bini possedeva una cantina a Castel Bolognese ed una distilleria a Pegola. Si trattava quindi di un'impresa che operava su scala nazionale e che poteva contare su due navi cisterna per il trasporto del vino, che settimanalmente facevano la spola tra Genova e Marsala, oltre ad un raccordo ferroviario di collegamento con la vicina stazione.
Nel dopoguerra l'azienda Bini ha contribuito in modo decisivo allo sviluppo economico di Castelfranco Emilia, arrivando a occupare fino a duecento dipendenti. La famiglia fu molto attiva anche nel campo dell'assistenza sociale, finanziando in particolare il locale orfanotrofio. L'attività industriale proseguì sino alla fine degli anni sessanta.
Gli edifici del complesso occupano una lunga porzione di terreno posta immediatamente a nord del centro storico di Castelfranco. Nell'insieme danno forma a un articolato complesso di archeologia industriale, nel quale troviamo allineati da ovest ad est la casa padronale, gli uffici amministrativi, i reparti di produzione e stoccaggio del vino e l'imponente camino.
Dal punto di vista architettonico si tratta di edifici di gusto tardo-eclettico. Le murature in laterizio faccia vista, le aperture ad arco, le grandi capriate in legno, le tavelle di cotto, avvicinano questi edifici all'architettura industriale di fine ottocento. Ne sono testimonianza le modanature sotto le linee di gronda nel corpo alto dei magazzini, la notevole inclinazione delle falde della copertura, così come la spazialità interna, caratterizzata da due navate separate da pilastri e archi. Altro elemento significativo è la ciminiera in laterizio, che si trova al limite della parte est dell'area, simile a quelle delle fornaci che punteggiavano il paesaggio lungo la via Emilia.
Sui prospetti esterni si può leggere anche un segnale di timida apertura rispetto alle novità che stavano per cambiare il mondo dell'architettura nella seconda metà degli anni venti. Un telaio sporgente rispetto al filo dei muri perimetrali incornicia le aperture ad arco e le pareti in laterizio, conferendo una nota moderna ad una composizione tradizionale.
L'ex distilleria Bini, integralmente restaurata, diventa la nuova sede della biblioteca comunale, che si offre alla cittadinanza ampliata negli spazi ed arricchita con nuovi servizi.